# Philippe Jaroussky

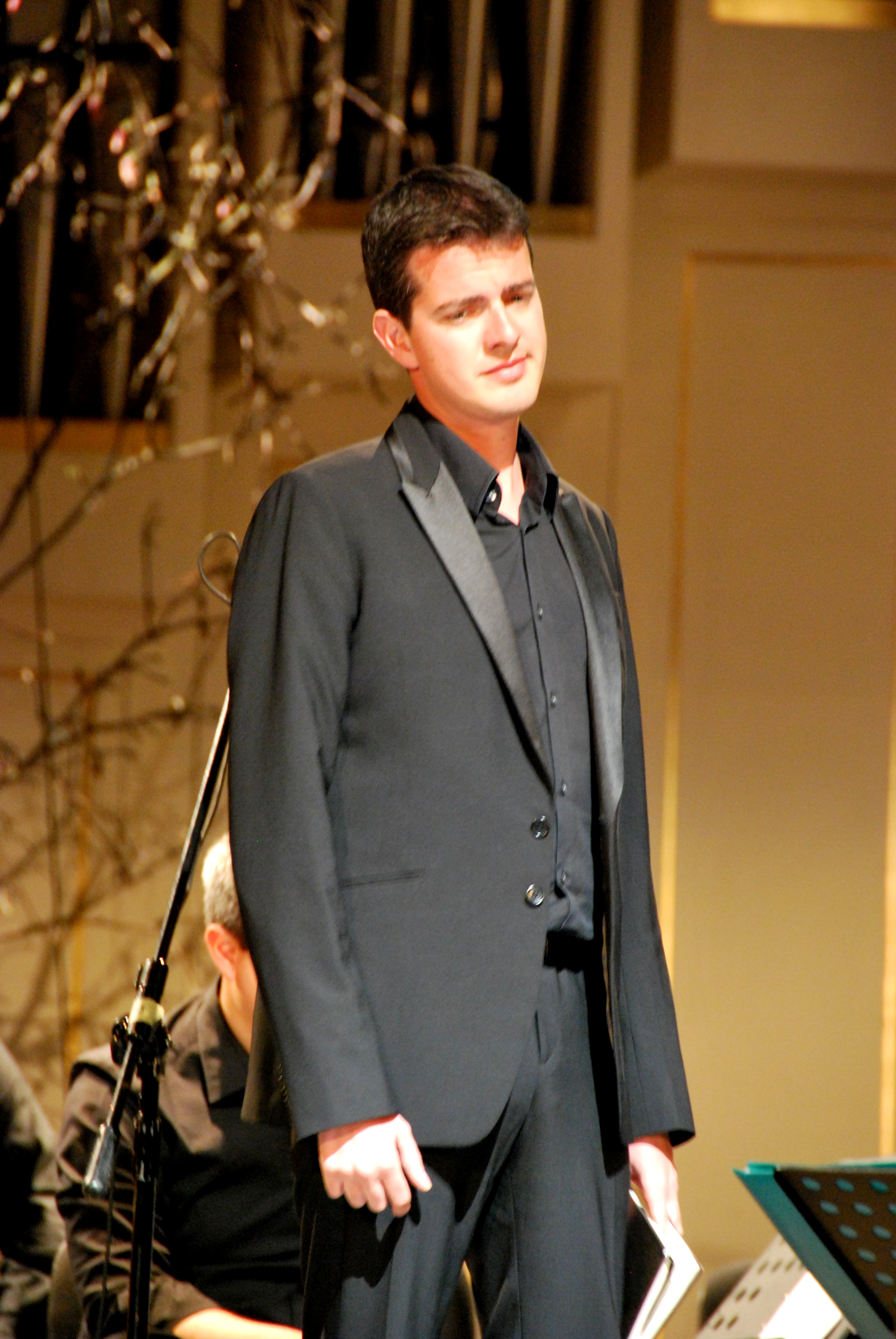
Philippe Jaroussky

Philippe Jaroussky, född 13 februari 1978, är en fransk kontratenor. Han har specialiserat sig på barockoperor och oratorier – främst av Vivaldi, Händel, Gluck och Alessandro Scarlatti.

## Biografi
Jaroussky inledde sina musikaliska bana med studier i violin, piano, harmonilära och kontrapunkt vid konservatoriet i Versailles. År 1996 började han sin sångutbildning för Nicole Fallien och började kort därefter att studera vid avdelningen för tidig musik vid Pariskonservatoriet för Michel Laphenie, Kenneth Weiss och Sophie Boulin. Han debuterade 1999 på festivalen i Royaumont och blev 2004 utsedd till Révélation artiste lyrique och 2007 och 2010 till Artiste lyrique de l'année vid Victoires de la Musique Classique i Lille.
Han har ofta samarbetat med Ensemble Matheus och Jean-Christophe Spinosi och det har resulterat i bland annat inspelningar av Vivaldis operor La verita in Cimento och Orlando Furioso. Han samarbetar också ofta med Jean Tubéry och Ensemble La Fenice.
Han har bildat ensemblen Artaserse som han ofta framträder med.

## Roller (urval)
- Nerone i Agrippina (Händel)
- Nerone i Incoronazione di Poppea (Monteverdi)
- Arbace i Catone in Utica (Vivaldi)
- Rinaldo i Rinaldo (Händel)
- Telemaco i Il ritorno di Ulisse (Monteverdi)
- Eustazio i Rinaldo (Händel)
- Ruggiero i Orlando Furioso (Vivaldi)
- Tolomeo i Giulio Cesare in Egitto (Händel)

## Diskografi
- Alessandro Scarlatti: Sedecia, re di Gerusalemme (Virgin Veritas 545452-2), 1999
- Claudio Monteverdi: L'incoronazione di Poppea (K617 110/3), 2000
- Pierre Menault: Vêpres pour le Père La Chaize (K617 118), 2001
- Giovanni Battista Bassani: La morte delusa (opus111 OP30332), 2001
- Antonio Vivaldi: Catone in Utica (Dynamic CDS403), 2001
- Antonio Vivaldi: La verità in cimento (Opus 111 OP30365), 2002
- Benedetto Ferrari: Musiche Varie (Ambroise AMB 9932), 2002
- Georg Friederich Händel: Agrippina (Dynamic CDS431), 2003
- Un concert pour Mazarin (Virgin Classics 545656-2), 2003
- Claudio Monteverdi: Selva morale e spirituale (Ambronay Edition AMY 001), 2003-2004
- Antonio Vivaldi: Orlando furioso (Opus 111 OP30393), 2004
- Claudio Monteverdi: L'Orfeo (Dynamic CDS477), 2004
- Antonio Vivaldi: Virtuoso Cantatas (Virgin Veritas 545721-2), 2004
- Antonio Vivaldi: Griselda (Opus 111 OP30419), 2005
- Beata Vergine (Virgin Classics 0946 344711 2 1), 2005
- Vivaldi Heroes (Virgin Classics 0946 363414 2 2), 2006